# Tricapus denticlypeus
Tricapus denticlypeus är en stekelart som först beskrevs av Morley 1917.  Tricapus denticlypeus ingår i släktet Tricapus och familjen brokparasitsteklar. Inga underarter finns listade i Catalogue of Life.